# Heilig Kreuz (Windshausen)

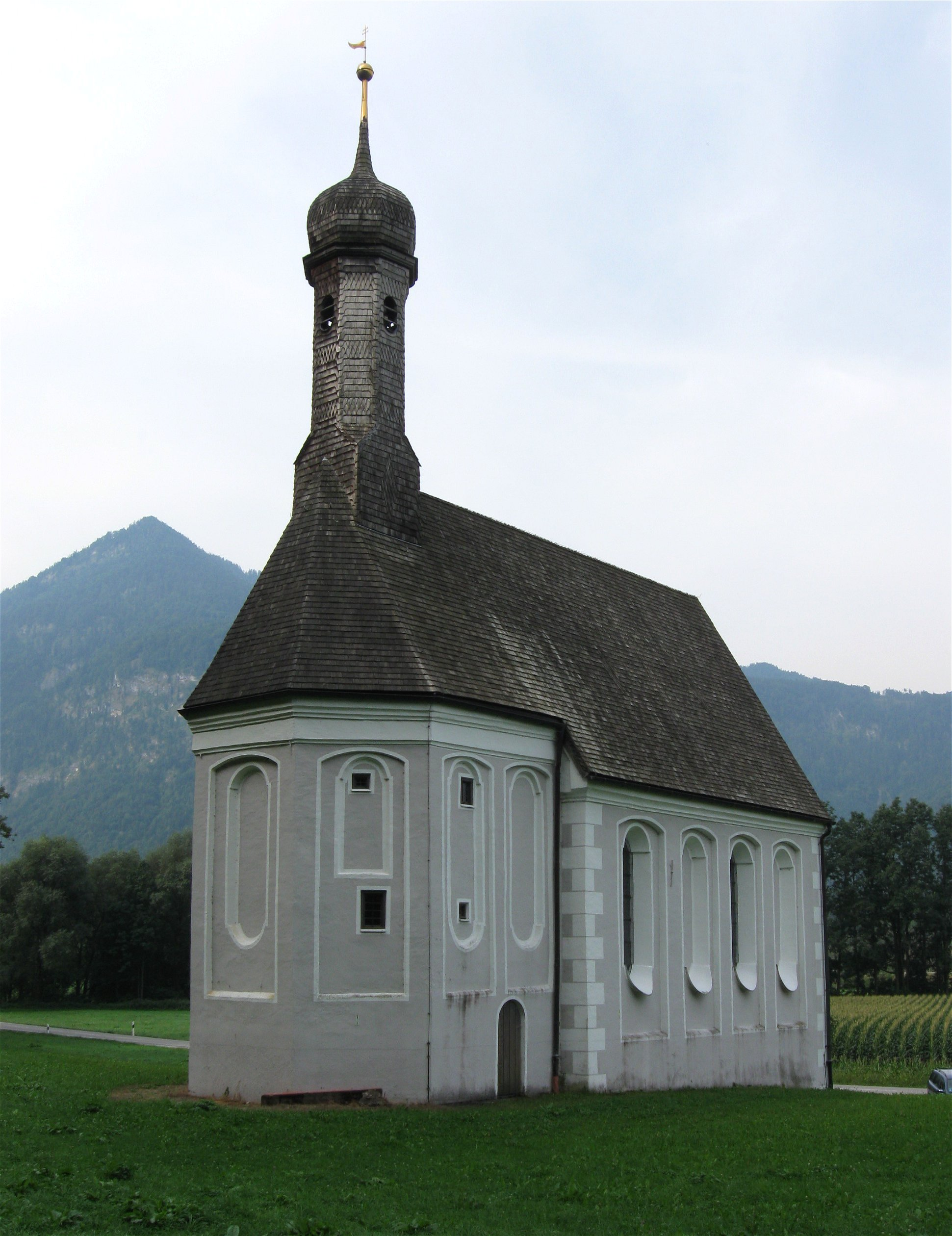
Heilig Kreuz in Windshausen

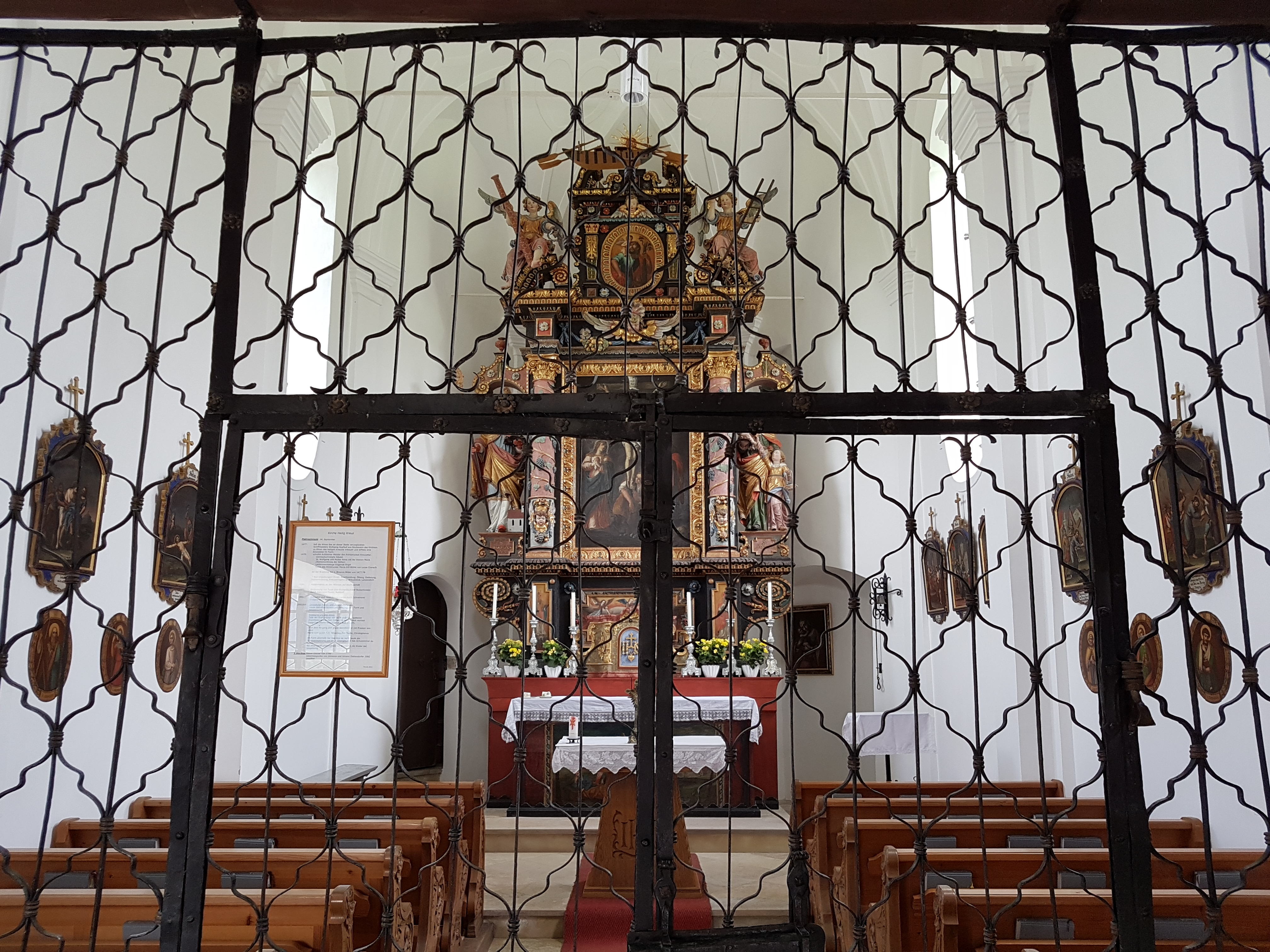
Innenraum

Die römisch-katholische Filialkirche Heilig Kreuz steht in Windshausen, einem Gemeindeteil von Nußdorf am Inn im oberbayerischen Landkreis Rosenheim. Das Bauwerk gehört zu den Baudenkmalen in Nußdorf am Inn und ist in der Bayerischen Denkmalliste unter der Nr. D-1-87-156-61 eingetragen. Die Kirche ist Teil des Dekanats Rosenheim im Erzbistum München und Freising.

## Beschreibung
Das Kirchengebäude steht rund 250 Meter südlich von Windshausen an der Kreisstraße RO1, die etwa 130 Meter weiter südlich an der Landesgrenze zu Österreich endet. Die barocke Saalkirche wurde 1677 für einen verstorbenen Partikulier erbaut. Sie besteht aus dem Langhaus zu drei Jochen mit einer integrierten, eingezogenen, dreiseitig geschlossenen chorartigen Sakristei im Osten und einer Wohnung für einen Einsiedler. Auf dem Dach des Anbaus erhebt sich ein Dachreiter mit einer Zwiebelhaube. 
Der Innenraum ist mit einem Stichkappengewölbe überspannt. Das Retabel des Hochaltars wird von den Skulpturen des Wolfgang von Regensburg und der heiligen Anna selbdritt flankiert.